# 転用
| ウィキペディアには「転用」という見出しの百科事典記事はありません（タイトルに「転用」を含むページの一覧/「転用」で始まるページの一覧）。 代わりにウィクショナリーのページ「転用」が役に立つかもしれません。 |